# 드네스트 레이더

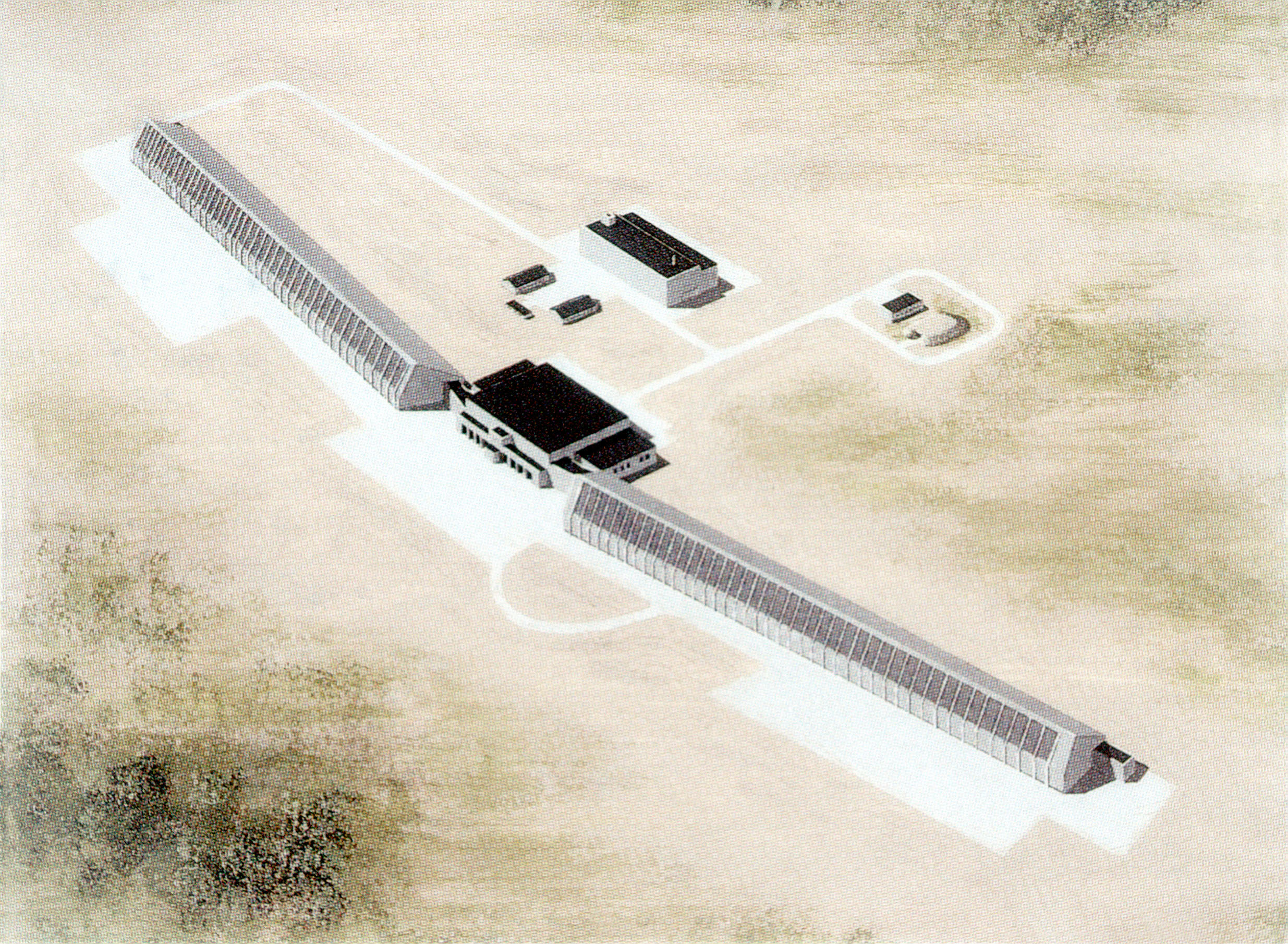
Hen house radar

드네스트(러시아어: Днестр)는 소련의 1세대 조기경보 대공 레이더 시스템이다. 이 유형의 6대 레이더 스테이션은 1960년대부터 여러 방향에서 공격 에 대한 탄도 미사일 경보를 제공하기 위해 소련의 주변부에 건설되었다. 

## 제원
- 건설 시작시기 : 1963년
- 건설 숫자 : 15기
- 레이더 주파수 : 154–162 MHz (VHF)
- 레이더 탐지거리 : 1,900km (1 sqm 크기의 표적)
- 최대 탐지거리 : 3,000km

## 같이 보기
- J/FPS-3
- J / FPS-7
- 그린파인 레이더
- AN/TPY-2
- 보로네시 (레이더)